# Musaranya de Fox
La musaranya de Fox (Crocidura foxi) és una espècie de mamífer eulipotifle de la família de les musaranyes (Soricidae) que viu a Burkina Faso, el Txad, Costa d'Ivori, Ghana, Guinea, Mali, Nigèria, Senegal, el Sudan i, possiblement també, Benín, la República Centreafricana, Gàmbia i Togo. En general, no té grans amenaces, tot i que algunes poblacions a nivell local poden patir una greu destrucció de l'hàbitat.